# Upptäcktsmetoder för exoplaneter

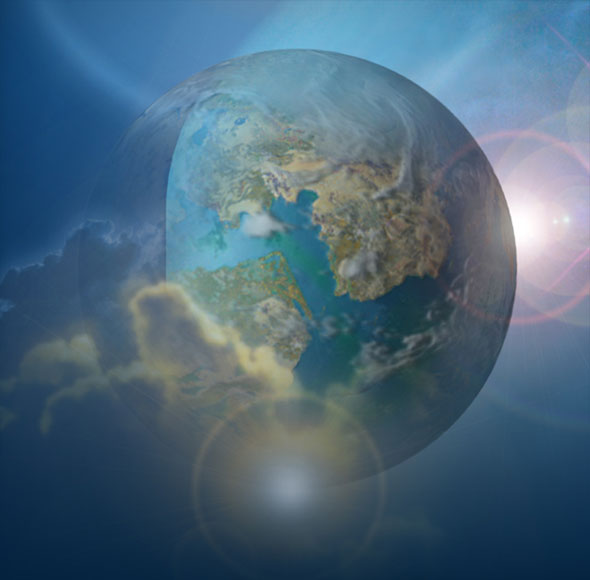
En konstnärs vision av en jordliknande exoplanet.

En planet i omloppsbana runt en annan stjärna, en så kallad extrasolär planet eller exoplanet, kan vara mycket svår att visuellt identifiera i skenet från sin sol (eller sina solar). Även om planeten som sådan har ett mycket högt albedovärde, kommer detta relativt svaga ljus att försvinna i det utstrålade ljuset från den sol eller de solar planeten kretsar runt. För att kunna finna fler och mindre exoplaneter har astronomer tvingats ta fram nya och bättre metoder för att indirekt detektera dessa.

## Gängse metoder

### Radialhastighet
Denna metod som även kallas dopplerspektroskopi använder radialhastighet eller dopplereffekt för att se små rörelser hos en stjärna med en eller flera planeter i omloppsbana. En planet som kretsar runt en stjärna påverkas av exakt lika stark gravitation som stjärnan själv, men eftersom stjärnan väger många tiopotenser mer än planeten blir stjärnans rörelse mycket mindre uttalade. Den förskjutning av spektrallinjer som i stjärnans ljusspektrum iakttas i de två extremfallen (där stjärnan färdas mot jorden med största hastighet och där stjärnan färdas från jorden med största hastighet) tillåter beräkning av radialhastigheten som kan vara så liten som 1 m/s. Moderna spektrometrar (såsom HARPS vid La Sillaobservatoriet i Atacamaöknen i Chile och HIRES-spektrometern vid Keck-observatoriet på Mauna Kea, Hawaii) kan detektera så små skillnader.
En enkel och billig implementation av denna metod kallas utvändigt spridd interferometri (engelska externally dispersed interferometry).
Radialhastighetsmetoden har visat sig vara den metod med vilken flest exoplaneter upptäckts. Planetjägare har framgångsrikt använt metoden för att finna planeter runt stjärnor till ett avstånd av runt 160 ljusår från jorden. Längre bort blir signal-brusförhållandet för ogynnsamt för att kunna göra mätningar med tillräckligt hög precision.
Mätresultat beror också på hur, i planet, planetens omloppsbana ligger - en planet som har en omloppsbana vinkelrätt mot observationsriktningen kommer att ge upphov till mycket små radialhastigheter. Metoden lämpar sig även för att finna massiva planeter med korta omloppsbanor där varvtiden ibland kan vara så kort som ett par dagar. Mindre massiva planeter i längre omloppsbanor är svårare att finna då det krävs längre mättider - ibland flera år.

### Pulsartiming

Modell av en pulsar, där neutronstjärnan i mitten är blå.

Denna metod utnyttjar pulsarer, de små, tunga och mycket snabbt roterande himlakroppar som kvarstår efter att en stjärna exploderat i en supernova. Stjärnans kärna kollapsar till en neutronstjärna, ett klot som kan vara så litet som 20 km i diameter, ha en massa på ungefär en solmassa, men rotera så snabbt som flera hundra varv per sekund. Denna rotation och ett kraftigt magnetfält ger upphov till två energistrålar som utgår från pulsarens magnetiska poler. Om en sådan stråle träffar jorden kan signalen uppfattas som pulser i våglängder från radiostrålning till gammastrålning. Eftersom en pulsar är så tung är dess rotation normalt mycket stabil. Små variationer i rotationen kan ge små avvikelser i pulsfrekvensen, och om variationerna mäts tillräckligt noggrant medger de beräkning av rotationsavvikelsen som ger upphov till pulsfrekvensens variationer. Dessa rotationsavvikelser kan orsakas av planeter som kretsar runt pulsaren, så kallade pulsarplaneter, och påverka denna på ett liknande sätt som beskrivs i radialhastighetsmetoden ovan.
Metoden användes ursprungligen inte för att upptäcka exoplaneter men har visat sig vara känslig nog för att kunna upptäcka planeter så små om en tiondels jordmassa. Dessutom kan metoden användas för att se om pulsaren omges av flera planeter.
Eftersom pulsarer är relativt sällsynta är denna metod inte lämplig för att finna större mängder exoplaneter. Dessutom är det mycket osannolikt att en planet som kretsar runt en pulsar skulle ha liv - i alla fall inte liv som vi förstår det idag. En pulsar avger stora mängder högenergistrålning och är omedelbart dödligt för alla former av liv vi känner till.
Aleksander Wolszczan och Dale Frail använde år 1992 denna metod för att finna planeter runt pulsaren PSR 1257+12 . Dessa planeter var de första bekräftade planeterna utanför vårt eget solsystem.

### Transitmetoden

Ljusstyrkan som funktion av tid när en planet passerar framför en stjärna

Medan metoder såsom radialhastighet och pulsartiming kan användas för att bestämma en planets massa, kan denna fotometriska metod bidra med information om en planets storlek. När en planet passerar mellan en iakttagare och den stjärna planeten kretsar runt kan en liten minskning i den stjärnans totala ljusstyrka ses. Beroende på planetens storlek kan denna ljusstyrkeminskning variera. Som exempel kan nämnas planeten HD 209458, där ljusstyrkeminskningen är 1,7%.
Transitmetoden tillåter även att planetens eventuella atmosfär granskas. När planeten passerar framför sin stjärna passerar en liten andel av ljuset genom planetens övre atmosfär, och genom att granska spektrumet från detta ljus kan vissa grundämnens existens bestämmas. Ljusets polarisation (se polarimetri i denna artikel) kan även det användas för att bestämma egenskaper hos planetens atmosfär.
I mars 2005 använde två grupper av vetenskapsmän (från Harvard-Smithsonian Center for Astrophysics under ledning av David Charbonneau och Goddard Space Flight Center under ledning av L. D. Deming) denna metod för att med hjälp av Spitzerteleskopet undersöka planeterna TrES-1 respektive HD 209458b. Mätningar gav vid handen att TrES-1 har en yttemperatur på runt 790°C medan yttemperaturen på HD 209458b är runt 860°C.

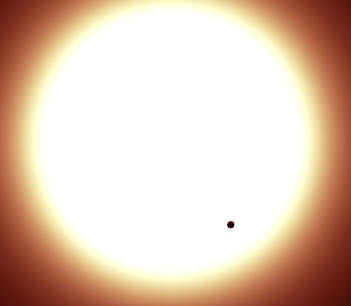
En konstnärs version av planeten COROT-Exo-7b framför sin stjärna, den röda dvärgen COROT-Exo-7.

2006 började satelliten COROT från den franska rymdfartsmyndigheten Centre national d'études spatiales söka efter exoplaneter i omloppsbana, där frånvaron av atmosfär medger större mätprecision. Hittills har ett par heta jupiterplaneter upptäckts.
I mars 2009 sände Nasa upp teleskopet Kepler med avsikt att bevaka ett stort antal stjärnor runt stjärnbilden Svanen. Förväntan är att kunna upptäcka planeter med liknande storlek som Jorden. Kepler använder transitmetoden för att bevaka ungefär 100 000 stjärnor. Tanken är också att genom att bevaka så många stjärnor kan inte bara jordliknande planeter upptäckas, utan även ge statistik om hur många sådana planeter som kretsar runt solliknande stjärnor.
Kepler har redan upptäckt en gasjätte kallad HAT-P-7b. Förhoppningen är att Kepler även kommer att kunna se gasjättar som inte passerar direkt mellan sin stjärna och teleskopet. Då planeten kretsar runt sin stjärna kommer den att liksom vår egen måne genomgå faser från ny till full, och detta ger upphov till regelbundna variationer i ljusstyrka från stjärnsystemet (fasvarians). Eftersom värmestrålning från planeten kan ses separat från reflekterat ljus, kan information utläsas om värmetransport från dagsidan till nattsidan samt till viss del atmosfärens uppbyggnad. Kepler kräver inte att planeten passerar framför sin stjärna, därför kan denna fasvariansmetod komma att leda till de flesta upptäckta exoplaneter.
Om ljusstyrkevariationer från en exoplanet är tidsmässigt oregelbundna (TTV, eller Transit Timing Variation), kan det bero på att stjärnan omges av flera planeter. Om ljusstyrkevariationerna varar oregelbundet (TDV, eller Transit Duration Variation) kan det bero på att en upptäckt exoplanet har en exomåne.
Den 5 december 2011 tillkännagjorde Nasa att Kepler funnit en planet, Kepler-22b, i den beboeliga zonen runt stjärnan Kepler-22.

### Gravitationslins

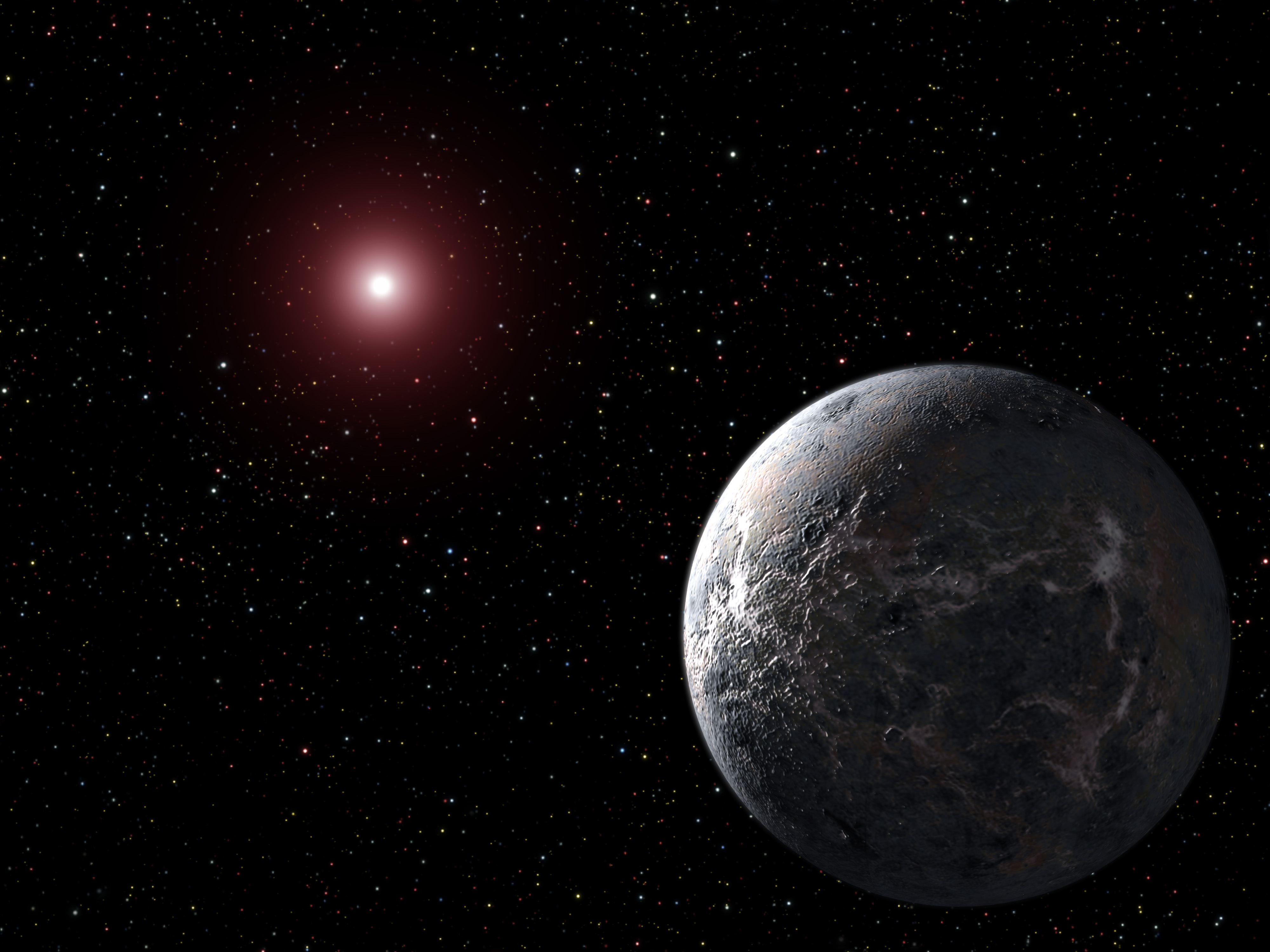
En konstnärs version av OGLE-2005-BLG-390Lb.

En gravitationslins är ett fenomen där ljus från ett objekt böjs i gravitationsfältet från ett annat objekt på sin väg till iakttagaren. Ett exempel är när ljuset från en mer avlägsen stjärna på väg mot jorden passerar nära en annan stjärna. Bilden av den mer avlägsna stjärnan kan då förvrängas på olika sätt. Den mer avlägsna stjärnan kan verka befinna sig på en annan plats än den egentligen gör, och den kan verka vara större än den egentligen är. Eftersom alla himlakroppar rör sig i förhållande till varandra varar denna gravitationslinseffekt som mest veckor, men vanligen dagar. De senaste tio åren har denna effekt iakttagits fler än 1 000 gånger.
Om förgrundsstjärnan har en planet i omkrets kommer planetens gravitation att ha en mätbar effekt på gravitationslinseffekten. Eftersom denna mätmetod kräver en mycket osannolik situation där stjärnorna är precis uppradade, krävs att ett mycket stort antal stjärnor ständigt bevakas för att finna tillräckligt många planeter inom rimlig tid. Den bästa riktningen att bevaka för denna effekt är mot galaxcentrum, eftersom den största mängden bakgrundsstjärnor finns där.
1991 föreslog astronomerna Shude Mao och Bohdan Paczynski att denna metod kunde användas för att finna exoplaneter. En grupp polska astronomer (Andrzej Udalski, Marcin Kubiak och Michał Szymański från Warszawa samt Bohdan Paczynski) kunde år 2002 nå framgång när de som del av projektet OGLE (Optical Gravitational Lensing Experiment) utvecklade en användbar metod. Under en månads tid fann de flera möjliga exoplaneter, men begränsningar i observationerna omöjliggjorde otvetydig verifiering. Sedan dess har fyra exoplaneter upptäckts med denna metod, och 2006 var detta den enda metod som kunde identifiera planeter med en massa liknande Jordens runt vanliga stjärnor i huvudserien..
En stor nackdel med denna metod är att detektioner inte kan upprepas, då det finns stor risk att den linjering som möjliggjorde detektering aldrig kommer att återinfalla. Dessutom är verifiering med andra metoder mycket svår eftersom de funna planeterna ligger flera kiloparsec (tusentals ljusår) från Jorden. Om tillräckligt många bakgrundsstjärnor kan bevakas med tillräckligt stor precision skulle metoden till slut kunna visa hur vanliga jordliknande planeter är i vår galax.
Observationer görs ofta av nätverk av automatiserade teleskop. OGLE-projektet, som finansieras av Nasa och National Science Foundation arbetar med att förbätta metoden.
Ett projekt kallat PLANET/RoboNet (Probing Lensing Anomalies NETwork) har en ännu ambitiösare plan, där de med hjälp av ett världsomspännande nätverk av teleskop kan bevaka himlavalvet dygnet runt. Detta medger upptäckt av planeter med en massa så pass låg som Jordens. Denna strategi fungerade väl när den första lågmasseplaneten i lång omloppsbana, kallad OGLE-2005-BLG-390Lb upptäcktes. Planeten väger lika mycket som fem jordklot och dess omloppsbana för den tre gånger så långt ut från sin stjärna som Jorden är från Solen, vilket leder till spekulationer om att yttemperaturen ligger på -220°C.

### Direkt upptäckt
Som tidigare omnämnts är det mycket svårt att direkt se en planet mot bakgrundsljuset från den stjärna planeten kretsar runt. Den lilla mängd ljus som planeten reflekterar drunknar i det omgivande stjärnljuset.
Det finns några teleskop som har instrumentering som är tillräckligt känslig för att detektera planeter direkt, till exempel de två Geminiteleskopen (varav ett ligger på berget Cerro Pachón i Chile och ett på Mauna Kea, Hawaii), VLT på berget Cerro Paranal i Atacamaöknen i Chile, samt Subaruteleskopet på Mauna Kea, Hawaii.
Fram till och med år 2010 har optiska teleskop endast kunnat se exoplaneter under mycket speciella omständigheter. Planeten har till exempel varit mycket lättare att se om den varit större (mycket större än Jupiter, i en omloppsbana som fört planeten långt från sin stjärna, samt om planeten varit varm nog att utstråla sin egen infraröda energi. En grupp vetenskapsmän från Nasas JPL visade emellertid att man med koronografiska förvrängningar kan se exoplaneter med små teleskop. De använde denna metod för att se exoplaneten HR 8799 med ett 1,5m teleskop. En annan lovande metod är nullningsinterferometri.
En bild som togs av Beta Pictoris år 2003 undersöktes igen år 2008 varvid en planet upptäcktes 2009, då den förflyttat sig till den andra sidan av sin stjärna.
I juli 2004 tog en grupp astronomer vid VLT en bild av satelliten 2M1207b som kretsar runt den bruna dvärgen 2M1207. I december 2005 kunde satellitens status som planet bekräftas, och den tros vara flera gånger tyngre än Jupiter och ligga på ett medelavstånd av 40 AE från sin stjärna. I september 2008 iakttogs en satellit som låg ungefär 330 AE från stjärnan 1RXSJ160929.1-210524, och det tog ända till 2010 innan denna satellit även den kunde bekräftas vara en planet.
Under 2007 togs bilder av det första flerplanetssystemet. Bilderna togs av Keck-observatoriet och Gemini-observatoriet på Mauna Kea, Hawaii. Tillkännagivandet som gjordes den 13 november 2008 bekräftade att tre planeter kunde ses kretsa runt stjärnan HR8799. Planeternas massor beräknas till omkring 10, 10 respektive 7 gånger Jupiters massa. Samma dag som detta tillkännagivande meddelades även att Hubble kunnat ta bilder av en planet runt stjärnan Formalhaut, vars massa inte tros överstiga 3 jupitermassor. Båda systemen omges av grusbälten som liknar Kuiperbältet. I november 2009 tillkännagavs att HiCiaoinstrumentet på Subaruteleskopet direkt iakttagit ett stjärnsystem kring GJ 758.
Bland andra exoplaneter som kan ha avbildats direkt kan nämnas GQ Lupi b, AB Pectoris b och SCR 1845 b.. Dessa har inte än bekräftats vara planeter, utan kan i själva verket vara bruna dvärgar.

## Alternativa metoder

### Astrometri

Rörelse hos stjärnan VB 10 över en period av 9 år.

Denna metod baseras på mätningar av en stjärnas position och dess rörelser med hög precision. Detta gjordes ursprungligen visuellt och med handskrivna anteckningar. Mot slutet av 1800-talet användes fotografiska plåtar, vilket förbättrade noggrannheten och även skapade ett dataarkiv. Om en stjärna omges av en planet kommer detta att få stjärnan själv att göra små cirklar eller ovaler, eftersom stjärnan och planeten roterar runt ett gemensamt masscentrum enligt tvåkropparsproblemet. Eftersom stjärnans massa vida överstiger planetens kommer stjärnans omloppsbana runt masscentrum att vara mycket mindre – ofta ligger masscentrum inom stjärnans radie.
Astrometri är den äldsta metoden för att söka efter exoplaneter. Den blev populär tack vare framgång genom att kunna identifiera dubbelstjärnor. Tidigaste kända omnämningen är sent 1700-tal då William Herschel sade sig ha upptäckt en osynlig följeslagare som tycktes påverka en stjärna han katalogiserade som 70 Ophiuchi. De första bekräftade beräkningarna baserade på astrometri gjordes av W. S. Jacob 1855 för samma stjärna. Liknande beräkningar utfördes av andra under det kommande halvseklet, men dementerades till slut i början på 1900-talet. I 200 år gick rykten att osynliga följeslagare iakttagits runt en närliggande stjärna, och alla iakttagelser gjordes enligt astrometrimetoden. 1996 tillkännagav George Gatewood att han funnit flera planeter i omloppsbana runt stjärnan Lalande 21185. Alla dessa exoplaneter visade sig emellertid vara falska när de undersöktes av andra astronomer och metoder och astrometrimetoden föll i onåd. Störningar i jordens atmosfär gör det i stort sett omöjligt att för markbaserade teleskop med säkerhet se så små rörelser hos stjärnor. Alla exoplaneter upptäckta före 1996 med denna metod, där den osynliga följeslagaren har en massa på mindre än 0,1 solmassor, är med stor sannolikhet falska. År 2002 lyckades Hubbleteleskopet finna en tidigare upptäckt exoplanet runt stjärnan Gliese 876 med hjälp av astrometrimetoden.
Framtida rymdbaserade observatorier som till exempel Nasas Space Interferometry Mission kan komma att lyckas finna exoplaneter med astrometrimetoden, men hittills har inga exoplaneter bekräftats med metoden.
En möjlig fördel med denna metod är att den är mest lämpad till upptäckt av planeter med långa omloppsbanor. Detta gör att metoden är ett utmärkt komplement till metoder som lämpas bäst för att upptäcka exoplaneter med korta omloppsbanor. Det krävs dock långa observationstider, så långa som decennier, för att en planet i så lång omloppsbana ska kunna göra ett fullt varv runt sin stjärna.
2009 tillkännagavs upptäckten av VB 10b via astrometrimetoden. Exoplaneten skulle ha en massa om 7 jupitermassor och gå i bana runt den röda dvärgen VB 10. Om exoplanetens existens kan bekräftas skulle det bli den första som faktiskt upptäckts med astrometrimetoden. Mer sentida mätningar med radialhastighetsmetoden har emellertid uteslutit existens av denna planet.

### Cirkumstellära skivor

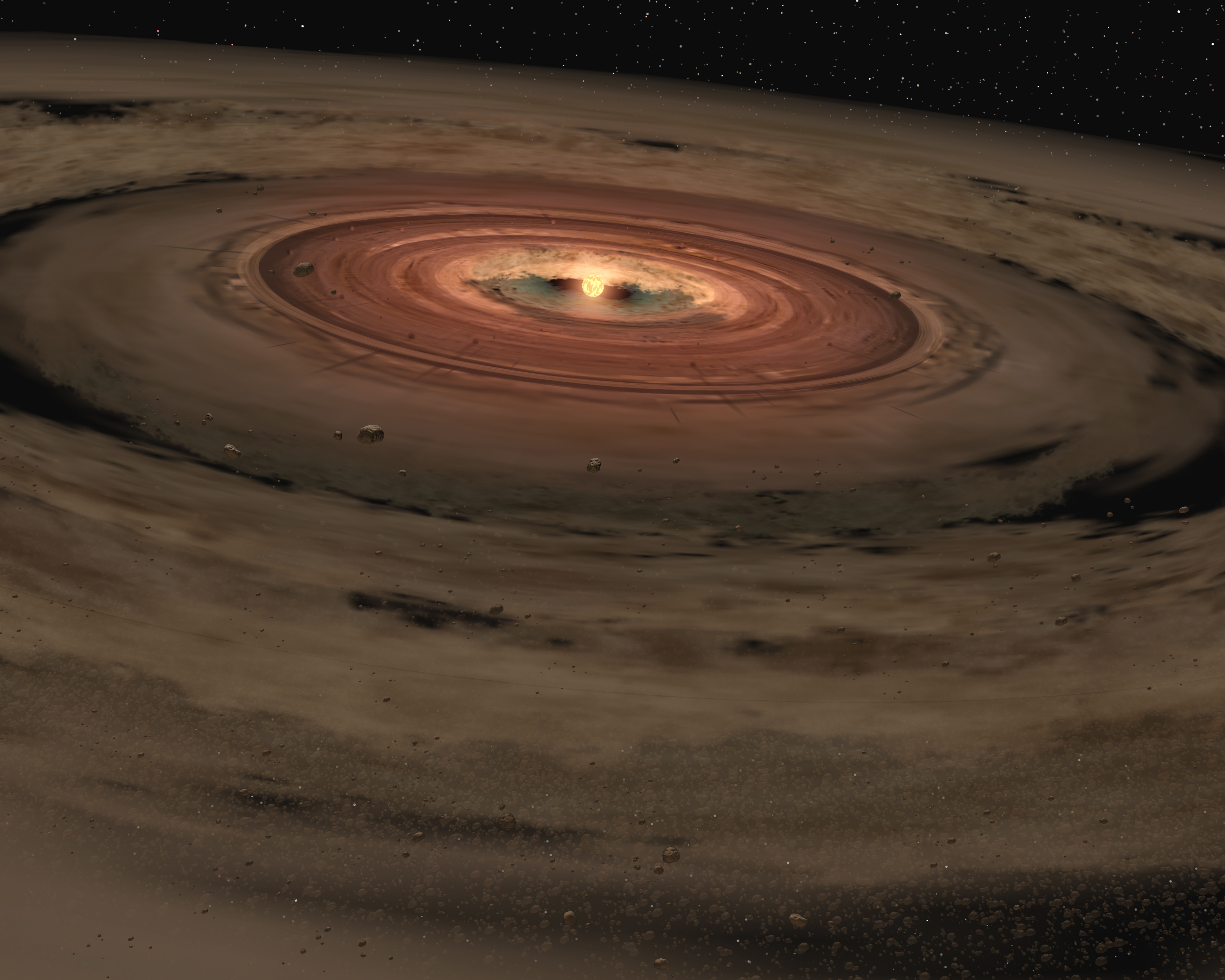
En konstnärs vision av stjärnan AA Tauri och en omgivande fragmentskiva.

Många stjärnor omges av fragmentskivor (ej att förväxlas med ackretionsskivor eller protoplanetära skivor) bestående av rymdstoft, jämförbart med vårt eget Kuiperbälte. Dessa skivor kan detekteras då de absorberar energi från sin stjärna och sedan avger denna energi i form av infraröd värmeenergi. Även om den samlade massan av en sådan skiva vida understiger jordens massa kan skivans storlek och totala yta göra att skivan i det infraröda spektrumet ter sig ljusstarkare än den stjärna skivan kretsar runt.
Hubbleteleskopen kan med hjälp av sitt NICMOS-instrument (Near Infrared Camera and Multi-Object Spectrometer) se dessa skivor. Spitzerteleskopet kan se mer infraröda våglängder än Hubble och har även det iakttagit skivor runt stjärnor. Cirka 15% av närliggande stjärnor har dessa skivor.
Dammet och gruset i skivorna tros komma från kollisioner mellan asteroider och kometer. Stjärnvinden motar dammpartiklarna iväg från stjärnan och in i interstellär rymd ganska snabbt. Det antas därför att dessa skivor kontinuerligt förnyas genom kollisioner. Detta i sin tur leder till ett antagande att kometer och asteroider kretsar runt stjärnan. Stjärnan Tau Ceti har en skiva som liknar vårt eget Kuiperbälte, men är minst 10 gånger tjockare.
Av mer spekulativ natur är antagandet är vissa egenskaper hos dessa skivor indikerar närvaron av planeter. Några av de funna skivorna är egentligen ringar, vilket kan tolkas som att planeter i omloppsbana runt stjärnan har absorberat damm och grus närmare stjärnan. Andra skivor har klumpar vilka kan ha formats genom gravitationell påverkan av en planet, en effekt som kan iakttas i ringarna runt Saturnus där ett flertal satelliter gravitationellt påverkar och formar dess ringar. Stjärnan Epsilon Eridani har en skiva som uppvisat båda dessa egenskaper. Detta antas indikera en planet i en bana runt 40 AE från sin stjärna, utöver de planeter som redan upptäckts genom radialhastighetsmetoden.

### Förmörkelsevariabler
När ett dubbelstjärnesystem ligger så till att stjärnorna, från jorden sett, passerar framför och bakom varandra, kan detta användas för att finna exoplaneter. Under ett fullt varv kommer två ljusminima att inträffa, dels primärförmörkelsen när den ljussvagare stjärnan passerar framför och helt eller delvis blockerar ljus från den ljusstarkare stjärnan, och dels sekundärförmörkelsen när den ljusstarkare stjärnan helt eller delvis blockerar ljus från the ljussvagare stjärnan. Dessa minima inträffar med förutsägbara mellanrum, och genom att mäta avvikelser från dessa förutsägelser kan planeters förekomst påvisas.

### Omloppsfas
Stora planeter med kort omloppsbana kommer att liksom månen genomgå faser (från ny till full) där olika mängder ljus reflekteras. Den fotometriska precision som krävs är stor, men det finns förhoppningar om att Keplerteleskopen kommer att kunna finna planeter i jupiterstorlek. En fördel med denna metod är att ljusskillnaderna mellan faserna är oberoende av förhållandet mellan planeten och siktlinjen från jorden till stjärnan, och denna metod kan därför vara den som används av Keplerteleskoper för att finna flest planeter. Dessutom kan mängden reflekterat ljus i de olika faserna ge viss information om atmosfärens uppbyggnad.

### Polarimetri
Ljus från stjärnor är opolariserat, det vill säga oscillationsriktningen av ljuset är slumpartad. När ljuset reflekteras i en planet polariseras ljuset emellertid när det interagerar med molekyler i planetens atmosfär. Genom att analysera polariseringen i det reflekterade ljuset kan man se polarisering från omkringkretsande planeter. Detta kan göras med mycket hög precision från jordens yta eftersom polarisering inte påverkas av jordens atmosfäriska stabilitet. Polarimetrar kan skilja mellan polariserat och opolariserat ljus, men trots att grupper såsom ZIMPOL/CHEOPS och PlanetPol aktivt använder denna metod har ännu inga exoplaneter upptäckts.

## Framtida uppdrag
Ett flertal rymdbaserade uppdrag som kommer att använda redan bevisat effektiva metoder har planerats. Astronomiska mätningar gjorda i rymden har högre precision än motsvarande mätning gjord från jordytan eftersom atmosfärens störningar då avlägsnats. Dessutom kan inte vissa infraröda våglängder tränga igenom atmosfären och kan då inte ses från jordbaserade observatorier.
Den 2 februari 2006 meddelade Nasa att projektet Terrestrial Planet Finder lagts på is på grund av budgetsvårigheter. I juni samma år meddelade amerikanska representanthuset att visst finansiellt stöd återställts och att projektet kunde drivas vidare, åtminstone till och med 2007. Den 27 december 2006 sändes COROT upp, och tidigt i mars 2009 gick Keplerteleskopet in i omloppsbana.
Nasas Space Interferometry Mission planeras i nuläget att skjutas upp 2014.[uppföljning saknas] Detta uppdrag kommer att använda astrometri som upptäcktsmetod. Förhoppningen är att detta uppdrag kommer att kunna finna jordliknande planeter i omloppsbana runt ett flertal närliggande stjärnor. Två uppdrag (Darwin från ESA och Terrestrial Planet Finder från Nasa) designades för att kunna direkt iaktta exoplaneter. Ett nyare projekt, New Worlds Mission, kommer att kunna blockera ljus från stjärnor och på så sätt kunna se de ljussvagare planeterna i omloppsbana. ESO har föreslagit konstruktion av European Extremely Large Telescope som skulle komma att ha speglar med diametrar på mellan 30 och 60 meter.
Ett projekt kallat ATLAST, planerat för 2025-2035, skulle kunna studera ytan på planeter i jordliknande storlek. The Transiting Exoplanet Survey Satellite (TESS) kommer att använda transitmetoden för att övervaka cirka 2,5 miljoner närliggande stjärnor och där finna jordliknande steniga planeter med vatten, kretsande i den beboeliga zonen. TESS är ett samarbete mellan MIT och Harvard-Smithsonian Center for Astrophysics.